# Quatuor à cordes no 3 de Scelsi
Pour les articles homonymes, voir Quatuor à cordes no 3.
Le Quatuor à cordes no 3 est un quatuor pour deux violons, alto et violoncelle de Giacinto Scelsi. Composé en 1963, il propose un programme à dimension mystique en cinq mouvements.

## Analyse de l'œuvre
1. Avec une grande tendresse (dolcissimo)
2. L'appel de l'esprit, dualisme, ambivalence, conflit (drammatico)
3. L'âme se réveille (con transparenza)
4. ... et tombe de nouveau dans le pathos, mais maintenant avec un pressentiment de la libération (con tristezza)
5. Libération, catharsis

## Source
- François-René Tranchefort (direction), Guide  de la Musique de Chambre, Paris, Fayard, coll. « Les indispensables de la musique », 1998 (1re éd. 1989), VIII-995 p. (ISBN 2-213-02403-0, OCLC 717306887, BNF 35064530), p. 769